# Pauilhac
Pauilhac (gaskognisch Paulhac) ist eine französische Gemeinde mit 601 Einwohnern (Stand 1. Januar 2022) im Département Gers in der Region Okzitanien; sie gehört zum Arrondissement Condom und zum Gemeindeverband Lomagne Gersoise. Die Bewohner nennen sich Pauilhacais/Pauilhacaises.

## Geografie
Pauilhac liegt rund 26 Kilometer nördlich der Stadt Auch im Nordosten des Départements Gers. Die Gemeinde besteht aus dem Dorf Pauilhac, dem Weiler La Maison Neuve sowie Einzelgehöften. Verkehrstechnisch liegt sie abseits bedeutender Verkehrswege an der D123. 

## Geschichte
Der von 3.500 v. Chr. stammende Schatzfund von Pauilhac (französisch Le trésor de Pauilhac) wurde 1865 bei der Erschließung einer Kiesgrube in Pauilhac gefunden.
Der Ort gehörte von 1793 bis 1801 zum District Lectoure, zudem von 1793 bis 1801 zum Kanton Lectoure. Danach lag Pauilhac von 1801 bis 2015 im Wahlkreis (Kanton) Fleurance. Die Gemeinde war von 1801 bis 1926 dem Arrondissement Lectoure zugeteilt. Dieses wurde 1926 aufgelöst und die Gemeinde Teil des Arrondissements Condom.

### Bevölkerungsentwicklung
| Jahr                       | 1962 | 1968 | 1975 | 1982 | 1990 | 1999 | 2006 | 2020 |
| Einwohner                  | 447  | 377  | 350  | 375  | 447  | 477  | 545  | 610  |
| Quellen: Cassini und INSEE |      |      |      |      |      |      |      |      |

## Sehenswürdigkeiten
- Kirche Saint-Orens, Überrest der 1828 zerstörten Abtei von Bouillas
- Denkmal für die Gefallenen[1]
- Gestüt Haras d’Olympe rund ums Château d’Olympe
- Menhir
- Lavoir (ehemaliges Waschhaus)
- drei Wegkreuze

Quelle:

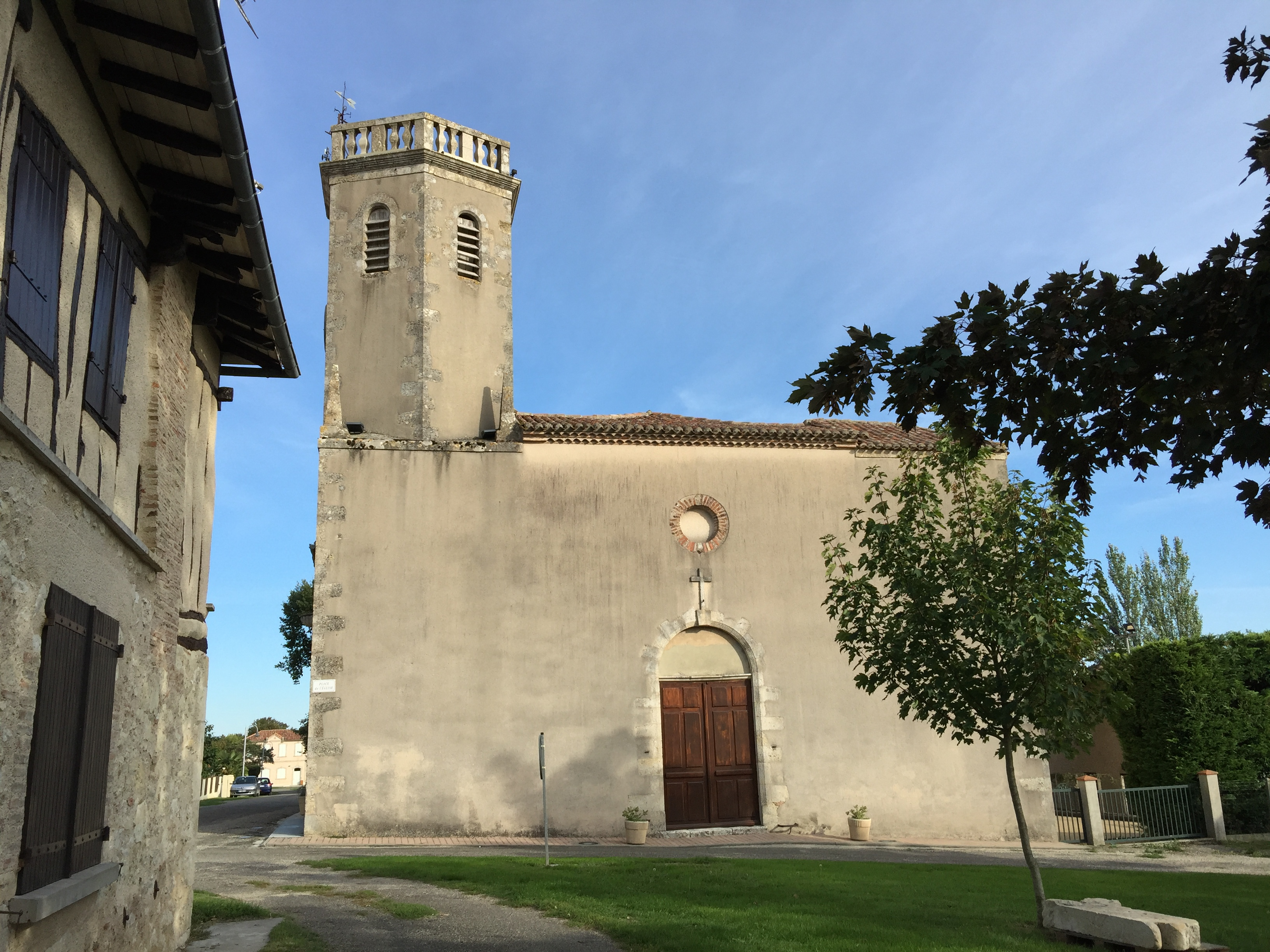
Kirche Saint-Orens
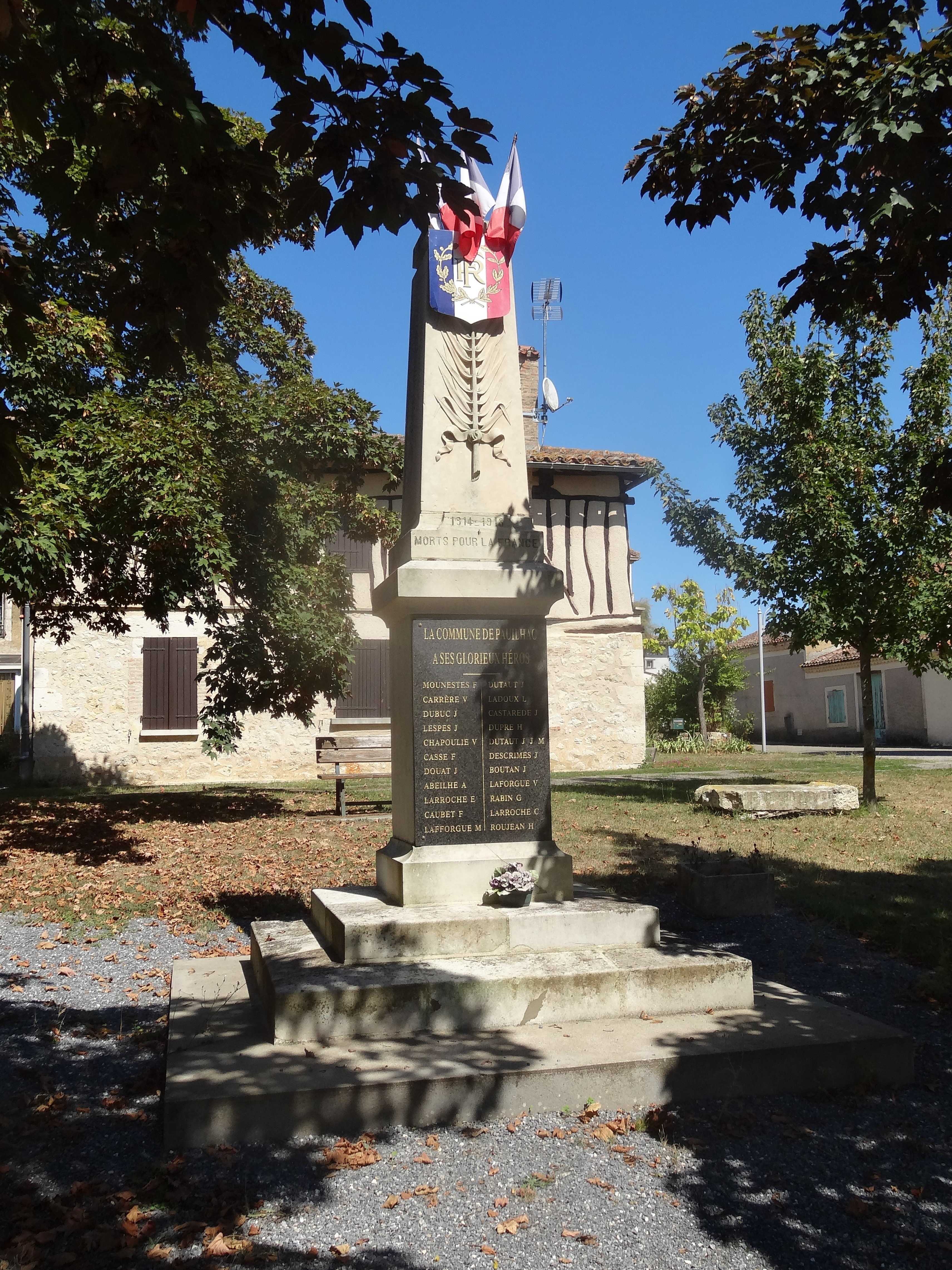
Gefallenendenkmal
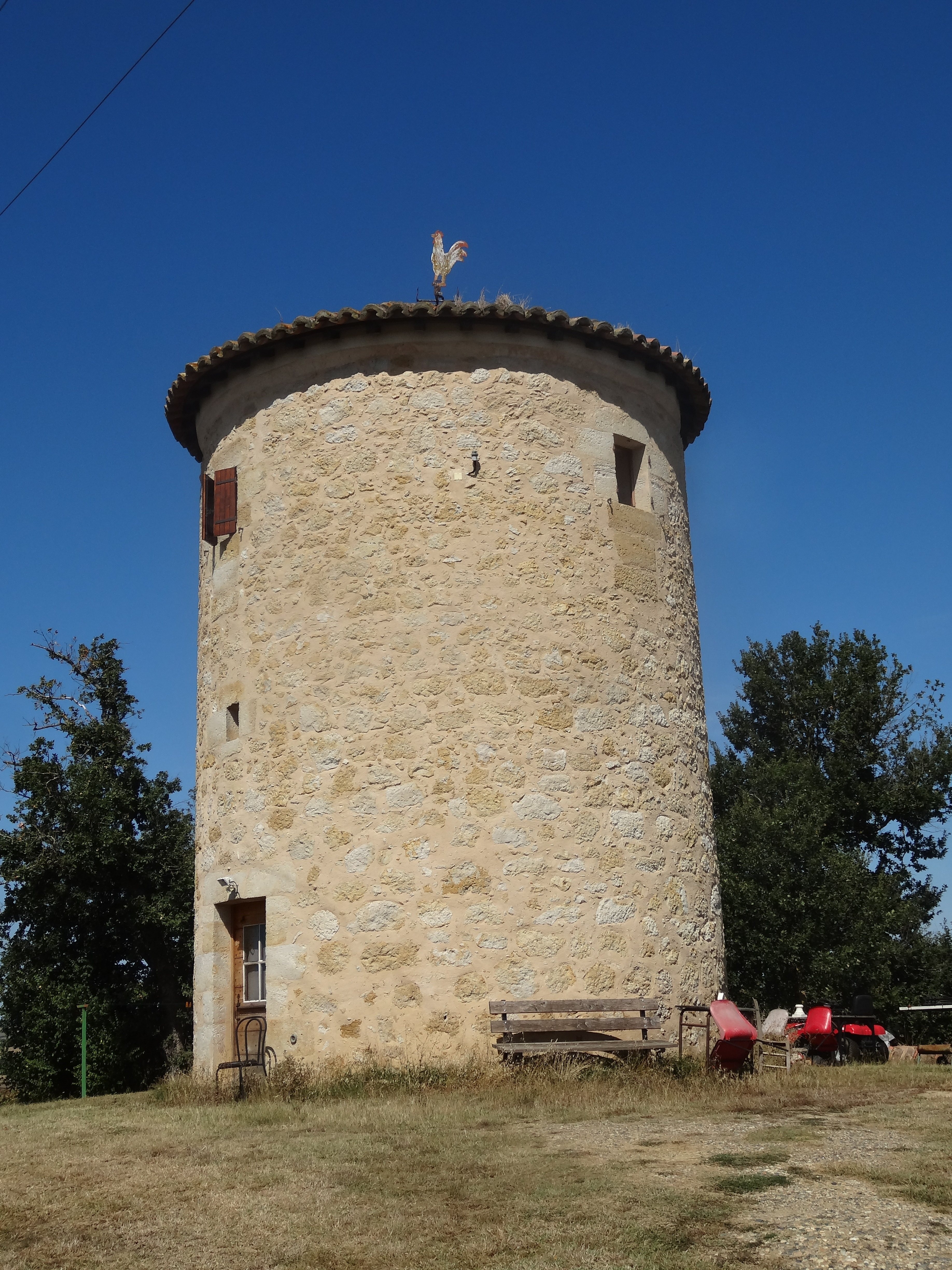
Ehemalige Windmühle